# Ben Bero Beh
Ben Bero Beh (べんべろべえ?) è un videogioco a piattaforme per arcade edito dalla Taito nel 1984.
È incluso esclusivamente nella raccolta per PlayStation 2 Taito Memories II Jōkan, uscita nel 2007 solo in Giappone.

## Modalità di gioco
Il giocatore controlla un supereroe, Dami-chan, attraverso una serie di complessi di appartamenti in fiamme per salvare la sua ragazza, Nao-chan, situata nell'angolo in basso a destra dello schermo. Per attraversare l'edificio in fiamme, Dami-chan è armato di un estintore che può spegnere gli incendi, oltre a manipolare i pericoli del palco per superarli. Dami-chan può anche saltare per evitare danni da caduta da pavimenti crollati, nemici che appaiono di tanto in tanto fuori dalle porte degli appartamenti e vari altri pericoli. Più velocemente il giocatore completa il livello, più punti bonus ottiene e aggiunge al suo punteggio base.

## Accoglienza
In Giappone, la rivista Game Machine elencò Ben Bero Beh nel numero del 15 novembre 1984 come la quarta unità arcade di maggior successo del mese.